# Bad Königshofen
Bad Königshofen im Grabfeld là một thị trấn nghỉ dưỡng ở huyện Rhön-Grabfeld, bang Lower Franconia, Bayern, Đức.

## Tham khảo

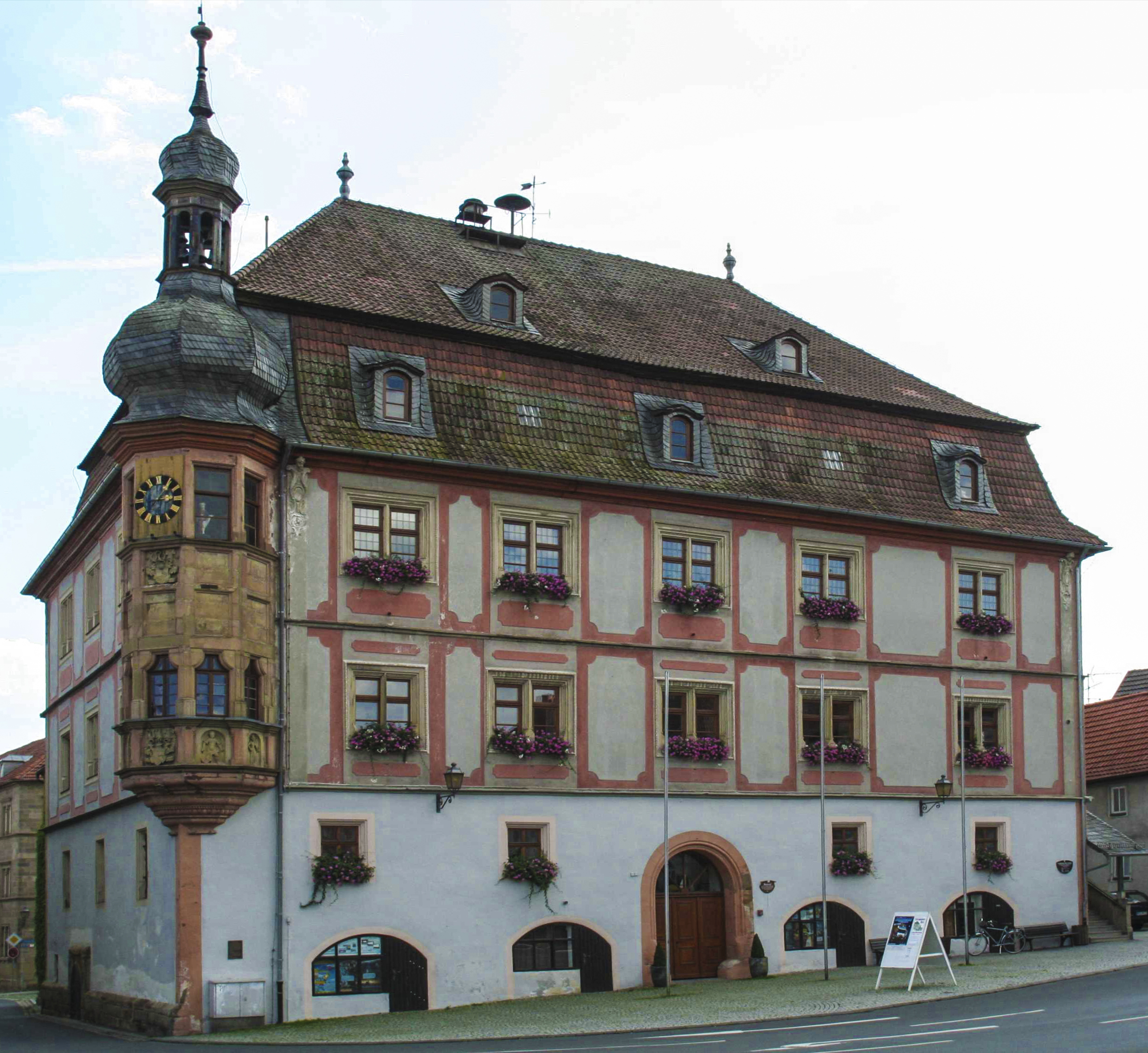
Rathaus